# 利斯尼基 (基輔-斯維亞托申區)
50°18′14″N 30°30′57″E / 50.30389°N 30.51583°E
利斯尼基（烏克蘭語：Лісники）是位於烏克蘭北部的村莊，由基辅州奧布希夫區的霍多西夫卡市鎮負責管轄。該村始建於1665年，面積1.2平方公里，海拔高度124米，2001年人口1,513，人口密度每平方公里1,260.8人。